# Mario Vincent
Pour les articles homonymes, voir Vincent.
Mario Vincent (né le 6 octobre 1966 à Saint-Pierre), est un patineur de vitesse sur piste courte canadien.

## Biographie
Après diverses compétitions au niveau international, il remporte l’argent au 500 m et le bronze au 5 000 m relais aux Jeux olympiques de Calgary 1988 avec Michel Daignault, Mark Lackie, Louis Grenieret Robert Dubreuil. 
Après sa carrière de patineur, Mario Vincent est demeuré actif au plan de l'activité sportive notamment à titre d'instructeur de hockey au niveau mineur et entraîneur de sportifs de haut niveau, notamment quelques professionnels ayant évolué dans la LNH.